# Gustau Biosca
Gustau Biosca Pagés (L'Hospitalet de Llobregat, 29 febbraio 1928 – Barcellona, 1º dicembre 2014) è stato un allenatore di calcio e calciatore spagnolo, di ruolo difensore.

## Caratteristiche tecniche
Considerato come uno dei migliori difensori centrali della storia blaugrana, il Barcellona lo ha incluso nella propria hall of fame.

## Carriera

### Club
Ha trascorso la sua carriera calcistica con la divisa del Barcellona, vincendo 12 titoli tra cui 3 campionati spagnoli e la Coppa delle Fiere 1958-1960. È cresciuto nelle giovanili dell'España Industrial, che in seguito prenderà prima la denominazione di Condal - dove chiude la carriera nel 1959, giocando in seconda serie - poi quella di Barcellona B. In seguito intraprende la carriera da allenatore: dopo aver guidato diversi club di seconda divisione, si siede sulla panchina della Nazionale spagnola olimpica e dell'Under-21 spagnola.

### Nazionale
Il 17 giugno del 1951 debutta in Nazionale contro la Svezia (0-0). Totalizza 11 presenze con la nazionale spagnola, comprese due gare valide per le qualificazioni al Mondiale 1954.

## Palmarès

### Club

#### Competizioni nazionali
- Campionato spagnolo: 3

Barcellona: 1948-1949, 1951-1952, 1952-1953
- Coppa di Spagna: 5

Barcellona: 1951, 1952, 1952-1953, 1957, 1958-1959
- Coppa Eva Duarte: 2

Barcellona: 1952, 1953

#### Competizioni internazionali
- Coppa Latina: 1

Barcellona: 1952
- Coppa delle Fiere: 1

Barcellona: 1958-1960